# طاهش الحوبان
طاهش الحوبان مجموعة قصص قصيرة يمنية مؤلفها زيد مطيع دماج وتم اصدارها في سنة 1973. وطبعت الطبعة الثانية للرواية عام 1979م وأيضاً الطبعة الثالثة عام 1980م.

## المجموعة
من مجموعة طاهش الحوبان:
- العسكري ذبح الدجاجة.
- ليل الجبل.
- طاهش الحوبان.
- العائد من البحر.
- الرمال العابرة.
- عمر النسور .
- بياع من برط.
- الذماري.
- عقدة.